# ゾンド4号
ゾンド4号（ゾンド4ごう、露:Зонд-4、英:Zond 4）は、1968年にソビエト連邦によって打ち上げられた無人の宇宙船。月有人飛行に使用する宇宙船の試験飛行で、地球から30万kmの距離まで飛行し帰還したが、着陸予定地点から大きく外れたため自爆した。

## 設計
当時ソ連はアメリカのアポロ計画に対抗してL1計画（有人月接近飛行）とL3計画（有人月着陸）を進めていた。このうちL1計画の中核となる宇宙船がソユーズ7K-L1だった。
7K-L1は他の型式のソユーズと共通した設計を持ち、宇宙飛行士が乗り込む帰還船と、太陽電池パネルやロケットエンジンを搭載した機械船との2つのモジュールから構成されていた。飛行を終えて地球に帰還する際には帰還船と機械船が切り離され、帰還船のみが宇宙飛行士を乗せて地上に着陸した。他のソユーズと異なり軌道船は装備しなかった。
ゾンド4号は試験飛行だったため宇宙飛行士は搭乗していなかった。

## 飛行
1968年3月2日ゾンド4号はバイコヌール宇宙基地からプロトンロケットによって地球周回軌道に打ち上げられた。続いてロケットの第4段が噴射し、長楕円軌道に乗った。
宇宙船は地球から30万kmの距離に達した後、重力に引かれて地球に帰還した。しかし大気圏突入前に行われるはずだった帰還船と機械船の分離が不調に終わった。宇宙船は大気圏で水切り飛行を行いながら減速する予定だったが、突入角度がずれたため失敗し、高速で西アフリカ上空の大気圏に突入した。帰還船は突入の衝撃を耐えたが、ソ連の手では回収不能な地域に向かったため、ギニア湾上空を降下中に地上からの指令により爆破された。